# Boddinstraße (metropolitana di Berlino)
La stazione di Boddinstraße è una stazione della metropolitana di Berlino, sulla linea U8. È posta sotto tutela monumentale (Denkmalschutz).

## Storia
La stazione di Boddinstraße venne costruita nell'ambito del progetto per la linea metropolitana Gesundbrunnen-Neukölln, o "GN-Bahn" (oggi U8). Essa entrò in servizio il 17 luglio 1927, come capolinea meridionale provvisorio della prima tratta della linea, da Boddinstraße a Schönleinstraße. Il 4 agosto 1929 la linea venne prolungata verso sud in direzione di Leinestraße.